# Ralph Cudworth

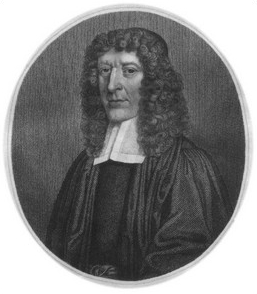
Ralph Cudworth. Stich von George Vertue nach David Loggan, 1684

Ralph Cudworth (* 1617 in Aller, Somerset; † 26. Juni 1688 in Cambridge) war ein englischer Philosoph und Theologe. Er gehörte zur Gruppe der Cambridger Platoniker.

## Leben
Ralph Cudworths Vater, der ebenfalls Ralph hieß, war Fellow (Mitglied des Lehrkörpers) am Emmanuel College der Universität Cambridge und wurde später Pfarrer in Aller, einer kleinen Stadt in der Grafschaft Somerset. Nach dem Tod seines Vaters (1624) wurde der junge Cudworth von seinem Stiefvater, dem Pfarrer Dr. John Stoughton, erzogen. Stoughton war streng calvinistisch gesinnt. Im Mai 1632 wurde Cudworth in das Emmanuel College aufgenommen und begann sein Hochschulstudium. 1635 wurde er Bachelor of Arts. 1639 erlangte er den Grad eines Master of Arts, worauf er im November 1639 zum Fellow des Emmanuel College gewählt wurde. Als Tutor war er beliebt; er hatte 28 Schüler, eine für damalige Verhältnisse hohe Zahl. Unter seinen Schülern war Sir William Temple, der später als Diplomat eine bedeutende Rolle spielte. In diesen Jahren wandte sich Cudworth vom Calvinismus ab. 1645 wurde er vom englischen Parlament zum Master (Oberhaupt) von Clare Hall (heute Clare College) ernannt, nachdem sein Vorgänger abgesetzt worden war. Im Oktober 1645 verlieh ihm das Unterhaus durch einstimmige Wahl den Lehrstuhl des Regius Professor of Hebrew, auf dem er bis zu seinem Tod verblieb.
Das Emmanuel College war damals ein Zentrum einer besonderen Richtung des Platonismus, deren Vertreter als Cambridger Platoniker bekannt sind. Zu ihnen gehörten Benjamin Whichcote, John Smith, Nathaniel Culverwell und John Worthington. Worthington stand Cudworth besonders nahe. Am 31. März 1647 hielt Cudworth eine Predigt vor dem Unterhaus, worin er sich gegen den nach Ansicht der Platoniker übertriebenen Dogmatismus der Puritaner wandte. 1651 erlangte er den Grad eines Doktors der Theologie. 1654 wurde er zum Master des Cambridger Christ’s College gewählt.
Unter der Regierung des Lordprotektors Oliver Cromwell, als England Republik war, war Cudworth ein Vertrauter von Cromwells Staatssekretär und Geheimdienstchef John Thurloe, dem er Bewerber für die Besetzung von Stellen im Öffentlichen Dienst empfahl. Nach der Stuart-Restauration (Wiederherstellung der Monarchie) im Jahr 1660 konnte er trotz Schwierigkeiten, die sich aus seiner Betätigung auf der unterlegenen republikanischen Seite ergaben, seine Stellung behalten. Wegen seiner liberalen Einstellung zu Konflikten über theologische Dogmen wurde er zu den „latitude men“ („Latitudinariern“) gezählt, den „Befürwortern der Breite“, die dafür eintraten, ein breites Meinungsspektrum zuzulassen. Daher war er einigen Anfeindungen ausgesetzt.
Cudworth starb am 26. Juni 1688; er wurde in der Kapelle des Christ’s College begraben. Er war verheiratet und hatte mehrere Söhne, die ihn nicht überlebten, und eine Tochter Damaris († 1708), die Sir Francis Masham heiratete und durch ihre Freundschaft mit dem berühmten Philosophen John Locke bekannt wurde.

## Werke
1642 schrieb Cudworth die Abhandlung Discourse concerning the True Notion of the Lord’s Supper. Darin begründete er seine Ansicht, dass das Abendmahl nicht als Opfer aufzufassen ist. 1678 veröffentlichte er sein Hauptwerk, die Schrift The True Intellectual System of the Universe, in der er sich gegen den Atheismus und den Determinismus wandte. Die Erstausgabe war durch zahlreiche Druckfehler entstellt. Bei der Untersuchung der Frage nach Gottes Existenz und nach der Vorsehung stellte er auch ausführlich den philosophie- und religionsgeschichtlichen Hintergrund dar. Er befasste sich eingehend mit den einschlägigen Argumenten antiker Philosophen, würdigte aber nicht die Originalität der Überlegungen neuerer Denker wie Thomas Hobbes, Francis Bacon und Baruch Spinoza, die er nicht namentlich zu nennen, sondern nur umschreibend zu erwähnen pflegte. Die Ideen von Hobbes und Spinoza betrachtete er als bloße Erneuerung antiker Irrtümer. Lesern wie Dryden und Shaftesbury fiel die überzeugende Formulierung der Argumente der atheistischen Gegenseite auf, was Shaftesbury auf Cudworths Fairness zurückführte. Außerdem verfasste Cudworth Gedichte und Predigten. Erst lange nach seinem Tod, 1731, erschien seine Abhandlung A Treatise concerning Eternal and Immutable Morality, in der er seine Annahme einer Unabhängigkeit des Intellekts von der Sinneswahrnehmung erläutert. Dabei geht er unter anderem von Überlegungen Platons in dessen Dialog Theaitetos aus. Eine Anzahl weiterer Werke Cudworths blieb ebenfalls zu seinen Lebzeiten ungedruckt; sein handschriftlicher Nachlass befindet sich jetzt in der British Library. Darunter sind insbesondere Schriften über Ethik und die Frage des freien Willens. Eine von ihnen, die Abhandlung A Treatise of Freewill, wurde 1838 erstmals veröffentlicht.

## Lehre
Ralph Cudworth war einer der Hauptvertreter des Cambridger Platonismus. Mit den anderen Platonikern teilte er die Abneigung gegen den theologischen Dogmatismus der damals noch einflussreichen streng calvinistischen Strömung unter den Puritanern. Die Platoniker traten für Gewissensfreiheit ein; sie meinten, es komme mehr auf eine christliche Lebensführung an als auf die Korrektheit von Einzelheiten der Glaubenslehre, die von den Puritanern betont wurde. Daher warnte Cudworth in seiner Predigt im Unterhaus vor einer die Gewissensfreiheit beschränkenden Gesetzgebung in Glaubensfragen. Damit distanzierte er sich theologisch von den Puritanern, aber politisch stand er ihnen durch seine Verbindung mit Cromwells Anhängerschaft nahe.

### Metaphysik und Naturphilosophie
Ein Hauptziel Cudworths war der Kampf gegen die verschiedenen Varianten des Determinismus. Dabei wandte er sich gegen das mechanistische Weltbild atheistischer Materialisten, die eine Determination aller Ereignisse durch Naturgesetze annehmen, und ebenso gegen den theologischen Determinismus der calvinistischen Lehre von der „doppelten Prädestination“ (göttliche Vorherbestimmung des Menschen zum Himmel oder zur Hölle). Insbesondere argumentierte Cudworth gegen eine atomistische Weltdeutung, der zufolge Wechselwirkungen von Atomen alle bekannten Phänomene hinreichend erklären können, so dass die Annahme unkörperlicher Substanzen wie etwa einer Seele oder Gottes überflüssig wird. Cudworth war zwar selbst auch Atomist, doch betrachtete er die Materie als ihrem Wesen nach passiv und träge. Daraus ergab sich für ihn die Notwendigkeit der Existenz von immaterieller Substanz, die den Ursprung, die Bewegung und die Struktur der materiellen Dinge erklären soll. Diese Notwendigkeit wurde nach seiner Auffassung in den Zivilisationen aller Zeiten und Weltgegenden gesehen und nur von einzelnen Atheisten, die sich damit dem Konsens der Menschheit verweigerten, bestritten. Den Polytheismus deutete er als Personifizierung der einzelnen Attribute des einen Gottes.
Cudworth teilte somit die dualistische Grundüberzeugung der Cartesianer (Anhänger der Lehre von René Descartes), die zwischen einem materiellen und einem immateriellen Teil der Wirklichkeit unterschieden. Im Unterschied zu Descartes betrachtete er aber nicht räumliche Ausdehnung, sondern Passivität als das maßgebliche Merkmal der Materie und Aktivität, nicht Selbstbewusstsein als das Kennzeichen der unkörperlichen Seele. Wegen der im Dualismus angenommenen fundamentalen Wesensverschiedenheit zwischen dem Materiellen und dem Immateriellen stellte sich für Cudworth ebenso wie für Descartes die Frage, wie eine Interaktion zwischen diesen beiden Bereichen der Gesamtwirklichkeit überhaupt möglich ist. Benötigt wurde etwas, was zwischen ihnen vermittelt. Als zwischen Geistseele und Materie vermittelnde Instanz nahm Cudworth niedere unkörperliche Kräfte in der Seele an. Ebenso bedurfte sein System auch einer Vermittlung zwischen Gott und der Welt. Seine generelle Lösung des Vermittlungsproblems bestand darin, die vermittelnde Funktion einer immateriellen, aber nicht über eigenes Bewusstsein verfügenden Macht zuzuweisen. Diese Macht nannte er die „plastische“ (formende) Natur, welche die Welt im Sinne der göttlichen Absichten ordne und auf deren Ziele ausrichte. Ungeklärt blieb dabei allerdings die Frage, wie die plastische Natur trotz ihrer Immaterialität auf die Materie einwirken kann.
Die plastische Natur gewährleistet in Cudworths System eine fortdauernde (nicht, wie bei Descartes, nur anfängliche) Einwirkung Gottes auf die Schöpfung. Diese Einwirkung erfolgt indirekt, so dass Gott nicht jede Einzelheit selbst zu arrangieren hat. Überdies bietet dieses Modell eine Erklärung für empirisch feststellbare Unvollkommenheiten in der Schöpfung, denn die plastische Natur ist nicht allmächtig. Die Grenzen ihrer Fähigkeiten zeigen sich beispielsweise in der Langsamkeit der Naturvorgänge. Dieses Konzept einer plastischen Natur oder plastischer Kräfte entspricht einer ähnlichen Vorstellung bei Henry More, dem prominentesten Cambridger Platoniker. Cudworth schrieb jedoch im Gegensatz zu More der unkörperlichen Substanz keine räumliche Ausdehnung zu und hielt den Raum nicht für unendlich.
Cudworth war der Überzeugung, dass die Seele nicht körperfrei existieren kann, sondern stets eines Körpers bedarf, wenn auch nicht notwendigerweise eines materiellen. Er nahm an, dass Seelen, die sich nicht in einem physischen Körper befinden, einen geistigen besitzen.

### Erkenntnistheorie
In seiner Erkenntnistheorie wendet sich Cudworth gegen die Ansicht der Empiristen und Aristoteliker, wonach Wissen nur als Spiegelung oder Wiedergabe einer von den Sinnesorganen vermittelten Realität entsteht und der menschliche Geist sich darauf beschränkt, die von den Sinnesobjekten auf ihn einströmenden Eindrücke zu verarbeiten. Dieser Deutung der mentalen Aktivität stellt Cudworth ein platonisches Modell entgegen. Er meint, dass alle Sinneswahrnehmung sich auf Einzelobjekte als solche beziehe, ein Wissen jedoch nur mittels der Allgemeinbegriffe (der Universalien oder platonischen Ideen) zu erlangen sei. Die Universalien seien keinesfalls aus den Sinneswahrnehmungen abgeleitet, da diese an sich nichts enthielten, was zu einer solchen Abstraktion Anlass geben könnte, wenn der Allgemeinbegriff dem Wahrnehmenden nicht bereits bekannt wäre.
Ferner betont Cudworth die Bedeutung der Relation. In ihr sieht er ein konstitutives Prinzip der Dinge, welches jedoch nicht von den Sinnen wahrgenommen und dem Intellekt übermittelt werden könne. Vielmehr bringe der Intellekt nur durch seine eigene Aktivität von sich aus seine Konzepte der verschiedenartigen Relationen hervor, indem er die von den Sinnesorganen gelieferten Informationen auswerte. Er empfange nicht Wissen, sondern erschaffe es deduktiv dank seiner entsprechenden Veranlagung. Dazu befähige ihn nicht die Sinneswahrnehmung, sondern seine eigene göttliche Natur, die durch Teilhabe einen Zugang zur den Kosmos ordnenden göttlichen Natur und damit auch zu den dort bestehenden Relationen habe.

### Ethik
Zu den klar erkennbaren platonischen Ideen zählte Cudworth die Prinzipien der Ethik. Damit wandte er sich gegen den ethischen Relativismus, dessen damals prominentester Vertreter Thomas Hobbes war, der philosophische Hauptgegner der Platoniker. Hobbes betrachtete Vorstellungen von moralisch Richtigem oder Falschem als bloße Konventionen. Ebenso bekämpfte Cudworth die Ethikauffassung nominalistischer spätmittelalterlicher Denker wie Wilhelm von Ockham und Pierre d’Ailly. Diese Nominalisten meinten, etwas sei ausschließlich deswegen als gut oder schlecht zu betrachten, weil Gott dies so verfügt habe. In diesem Sinne argumentierte auch Descartes, die Festlegung des moralisch Guten bzw. Schlechten müsse auf einen kontingenten Willensakt Gottes zurückgehen, da der Ethik anderenfalls eine von Gott unabhängige Existenz zukäme. Solchen Lehren setzte Cudworth in Anlehnung an Platons Dialog Euthyphron seine Auffassung entgegen, wonach das ethische Gute bzw. Schlechte absolut als solches feststeht. Das sei nicht deswegen der Fall, weil Gott es so bestimmt habe, vielmehr wolle Gott das Gute, weil es gut sei. Da Gott nach seiner eigenen Natur handle, liege darin keine Einschränkung seiner Freiheit durch eine äußere Gegebenheit.
Wie bei den anderen Platonikern spielt auch bei Cudworth die Verteidigung des Konzepts der menschlichen Willensfreiheit eine zentrale Rolle. Er meint, die Seele sei durch ihre Selbstbetrachtung in der Lage, die gegensätzlichen Affekte, die Forderungen des Gewissens und die Folgerungen der Vernunft zu beurteilen. Daher könne sie als einheitliches Selbst Entscheidungen fällen und handeln. Somit sei das menschliche Handeln nicht von äußeren zwingenden Ursachen determiniert. Freiheit bestehe aber nicht in der Möglichkeit, ohne äußeren Druck eine willkürliche Entscheidung zu treffen und umzusetzen, sondern in der Fähigkeit, das objektiv Richtige als solches zu erkennen und sich dafür zu entscheiden. Daher ist die Sünde für Cudworth nicht das Ergebnis einer bewussten freien Willensentscheidung für etwas als schlecht Bekanntes, sondern – im Sinne der platonischen Tradition – das Resultat eines Fehlschlags beim Versuch, das Beste zu wählen. Demgemäß betrachtet er die Laster ausschließlich als Erscheinungsformen der Selbstliebe.

## Rezeption
Aus altertumswissenschaftlicher Sicht übte der klassische Philologe Richard Bentley 1691 in seiner Epistola ad Millium („Brief an Mill“) Kritik an erheblichen Mängeln in Cudworths Umgang mit den antiken Quellen.
Der Theologe und Naturforscher John Ray schloss sich in seiner 1691 gedruckten Abhandlung The Wisdom of God in the Works of Creation den naturphilosophischen Überzeugungen von Cudworth und Henry More an. Zu Beginn des 18. Jahrhunderts kam es zu einer lebhaften Kontroverse über Cudworths Hauptwerk, in welcher der französische Philosoph Pierre Bayle behauptete, The True Intellectual System of the Universe habe die Position der Atheisten nicht geschwächt, sondern gestärkt, denn die plastischen Kräfte seien dort an die Stelle des göttlichen Weltlenkers getreten. Jean Le Clerc und Cudworths Tochter bezogen die Gegenposition.
Der Kirchenhistoriker Johann Lorenz von Mosheim übersetzte Cudworths Hauptwerk ins Lateinische. Diese lateinische Fassung, die 1733 in Jena erschien, trug wesentlich zur europaweiten Bekanntheit der Ansichten des Cambridger Platonikers in Gelehrtenkreisen bei. 1743 veröffentlichte Thomas Birch eine Biographie Cudworths, die zusammen mit einer zweibändigen Neuausgabe von The True Intellectual System of the Universe gedruckt wurde.
Stark von Cudworth beeinflusst war der Philosoph Richard Price (1723–1791).
Der australische Philosoph John Passmore (1914–2004) publizierte 1951 eine Untersuchung über Cudworths Lehre.

## Textausgaben
- Bernhard Fabian (Hrsg.): Collected Works of Ralph Cudworth. Olms, Hildesheim 1977–1979
  - Bd. 1: The True Intellectual System of the Universe (1678), 1977, ISBN 3-487-06009-4 (Nachdruck der Ausgabe London 1678)
  - Bd. 2: A Treatise concerning Eternal and Immutable Morality (1731). A Treatise of Freewill (1838), 1979, ISBN 3-487-06010-8 (Nachdruck der Ausgaben London 1731 und 1838; am Schluss zwei lateinische Gedichte von Cudworth)
- Sarah Hutton (Hrsg.): Ralph Cudworth: A Treatise Concerning Eternal and Immutable Morality, with A Treatise of Freewill. Cambridge University Press, Cambridge 1996, ISBN 0-521-47362-4 (kritische Edition der beiden Traktate)
- Ralph Cudworth: Sermon Preached Before the Honorable House of Commons at Westminster, March 31, 1647. In: Gerald R. Cragg (Hrsg.): The Cambridge Platonists, University Press of America, Lanham (MD) 1968, ISBN 0-8191-4347-2, S. 369–407
- Jean-Louis Breteau (Hrsg.): Ralph Cudworth: Additional Manuscript n° 4981 (On the Nature of Liberum Arbitrium), Summary pp. 1–12. In: Graham A. John Rogers u. a. (Hrsg.): The Cambridge Platonists in Philosophical Context. Politics, Metaphysics and Religion. Kluwer, Dordrecht 1997, ISBN 0-7923-4530-4, S. 217–231 (Erstedition eines Textes aus Cudworths handschriftlichem Nachlass)